# Terminologie du jazz
- Haut – A
- B
- C
- D
- E
- F
- G
- H
- I
- J
- K
- L
- M
- N
- O
- P
- Q
- R
- S
- T
- U
- V
- W
- X
- Y
- Z

Cet article liste les termes utilisés en musique de jazz et les musiques voisines (blues, rock…)

## A

### AABA (forme)
La forme AABA est une structure de morceau comportant 4 parties de 8 mesures généralement (cela peut être 4 ou 12 mesures selon le morceau ; le A et le B peuvent être plus ou moins longs). La 1re partie (A) est pratiquement identique à la 2e et à la 4e. La 3e (B) partie est appelée « bridge » ou « pont », elle permet généralement de changer le climat du morceau.
Généralement, la 1re partie se termine de manière interrogative, la 2e et la 4e sont conclusives (c'est le cas des Feuilles mortes).

### After-hours
L'expression After-hours (« après les heures ») est utilisée pour désigner des rencontres de musiciens.

### Anatole
La cellule anatole est le nom d'une cadence (suite d'accords), très répandue dans le jazz, notamment dans les blues et les grilles be-bop. L'anatole est constituée d'une suite de 4 accords : I-VI-II-V, sachant que le I correspond au premier degré de la tonalité, le VI au sixième etc. En do, la grille se déroulera ainsi : do majeur - la mineur - ré mineur - sol majeur. L'anatole permet d'enrichir une grille, et ainsi de la rendre plus attractive à l'improvisation.
Le terme peut également désigner une forme musicale, la forme-anatole. un morceau basé sur les harmonies du standard I Got Rhythm (Oleo de Sonny Rollins, Rhythm-a-Ning de Thelonious Monk, The Theme de Miles Davis, Moose the Mooche de Charlie Parker, etc.).
- Voir II-V-I

## B

### Backbeat
Accentuation des temps pairs, caractéristique des rythmiques issues des musiques afro-américaines.
Backbeat désigne aussi les temps faibles d'une mesure, aussi appelé after-beat ou up-beat.

### Backdoor progression
La Backdoor progression ou Backdoor dominant est une progression d'accords très fréquente dans le jazz, où le degré bVII7 se résout vers le Ier degré majeur. En Do majeur, avec un enrichissement en II-V, cela donne Fm7-Bb7-CM7 (IVm-bVII7-I).

### Ballade
Une ballade est un morceau, généralement de 32 mesures, joué sur tempo lent, voire très lent. Souvent, la ballade présente la particularité de se jouer en croches égales, tandis que les doubles croches sont jouées swing. Pendant les solos il arrive également que le tempo soit doublé, voire triplé.

### Big band
Un big band est une formation orchestrale de plus d'une demi-douzaine de musiciens, comportant tous les instruments traditionnels du jazz (piano, guitare, contrebasse, batterie, saxophones, trombones, trompettes…) Le nombre de musiciens permet de varier les chorus (voir définition plus loin) et d'arranger de puissantes interventions de l'orchestre. Les big bands connurent leur apogée dans les années 1930.

### Binaire
Une métrique est dite binaire quand les temps sont divisés en sous-unités multiples de deux unités égales (croches, doubles-croches…)
Le jazz « classique » utilise pratiquement exclusivement une pulsation ternaire. Par contre le jazz-rock, le jazz fusion, le latin jazz et, plus généralement, certaines formes de jazz contemporain, utilisent souvent les métriques binaires.
- Voir Ternaire

### Block Chord
Le block chord (de l'anglais block : bloc et chord : accord, aussi appelé locked hand style) est une technique pianistique inventée par Milt Buckner à la fin des années 1940. Elle consiste à l'origine à harmoniser une mélodie à quatre voix à la main droite (en imitant l'écriture des big bands) et à doubler la mélodie à la main gauche à l'octave inférieur (il existe des variantes de ce type de jeu). Les deux mains fonctionnent en parallèle, simultanément, au rythme de la mélodie.
Cette technique a été très populaire à la fin des années 1950, avec notamment Nat King Cole, Erroll Garner, George Shearing, Oscar Peterson...

### Blue note
- Voir Note bleue

### Blues
Pour les articles homonymes, voir Blues (homonymie).

#### Style
Le blues est un style à l'origine essentiellement vocal. Il a eu son 1er âge d'or durant les années 1920 à Chicago, en même temps que le Jazz Nouvelle-Orléans (le New Orleans s'est popularisé après que les musiciens se furent déplacés vers Chicago).

#### Forme
La forme blues est constituée de 12 mesures. Les degrés harmoniques sont généralement organisés de la façon suivante :
| I  | I (ou IV) | I | I7 |
| IV | IV        | I | I  |
| V7 | IV7       | I | V7 |

### Bœuf
Un bœuf (ou une jam session) est une séance musicale improvisée, basée sur des standards et à laquelle peuvent se joindre différents musiciens. On dit alors que l'on « fait une jam » ou qu'on « fait le bœuf ».

### Bottle neck
Littéralement « goulot de bouteille », le bottleneck est un tube, le plus souvent métallique, que le guitariste fait glisser sur les cordes de sa guitare pour produire un effet de glissando, très utilisé en blues.

### Break
On appelle break, une courte interruption de la rythmique, de une à quelques mesures, à la fin de l'exposé d'un thème (ou d'une section de thème), pour lancer un solo. Plus généralement, court arrêt complet de la musique à un endroit précis du morceau pour laisser la place à un seul instrumentiste.

### Bridge
- Voir Pont

## C

### Chabada
Le chabada ou cha-ba-da est la figure rythmique de base jouée par le batteur pour accompagner les morceaux du jazz ternaire (swing, be-bop…). (noire suivie de deux croches ternaires avec une accentuation sur les 1er et 3e temps) jouée par le batteur, sur sa caisse claire, sur sa cymbale ride ou bien cymbale charleston fermée ou bien ouverte sur les 1er et 3e temps,

### Chase
On parle de chase - c'est-à-dire « poursuite » - quand deux (ou plusieurs) solistes se succèdent, en improvisant tour à tour, sur des courtes suites de mesures d'un thèmes (toutes les 4 mesures, toutes les 2 mesures…) Cette formule, où chaque musicien doit répondre à une phrase improvisée par le précédent en faisant montre d'à-propos, d'inventivité et de virtuosité, est particulièrement stimulante pour les instrumentistes.
L'utilisation la plus commune de cette formule est celle qui permet des échanges entre orchestre et batterie. Ce sont les fameux « 4-4 » où un « soufflant » ou le pianiste improvisent quatre mesures accompagnées par la section rythmique et le batteur répond par quatre mesures en solo.

### Chorus
En anglais, le chorus désigne le refrain d'un morceau. Les chansons de Broadway étaient composées d'un premier thème, le verse (une sorte d'« introduction ») suivi d'un deuxième (souvent de 32 mesures de forme AABA ou ABAC) considéré comme le « refrain du morceau », et qui est en fait la partie la plus connue. Les jazzmen ayant l'habitude de ne jouer et de n'improviser que sur ce refrain, le mot chorus désigne, par extension, un « thème » (quel qu'il soit). Seuls quelques rares fake books (par exemple le Vocal Real Book) contiennent les transcriptions intégrales des chansons de Broadway (verse et chorus). Dans les autres, on ne trouve que la partie (le chorus) sur laquelle les jazzmen ont l'habitude d'improviser.
Prendre un chorus, c'est prendre un solo sur un thème quelle que soit sa structure. Prendre deux (ou x) chorus, c'est improviser deux (ou x) fois de suite sur la grille harmonique du thème. Par exemple, au Newport Jazz Festival de 1956, le saxophoniste Paul Gonsalves joua 27 chorus successifs sur Diminuendo And Crescendo In Blue.
On utilise parfois le néologisme « chorusser » pour dire improviser. Par exemple, on dit d'un musicien qu'il « chorusse bien » s'il est un bon improvisateur.

### Christophe
Le christophe est une suite d'accord de deux mesures très fréquente dans le jazz. On la trouve au début de Christopher Columbus (en), d'où son nom, forgé par le saxophoniste Jean-Claude Fohrenbach en référence à l'anatole.
La forme de base est I - I7 - IV - IVm. Il en existe trois variantes, avec une variation sur le 4e accord :
- le christophe basses ascendantes ;
- le christophe basses descendantes ;
- le christophe basses croisées, dont la ligne de basse peut soit monter soit descendre.

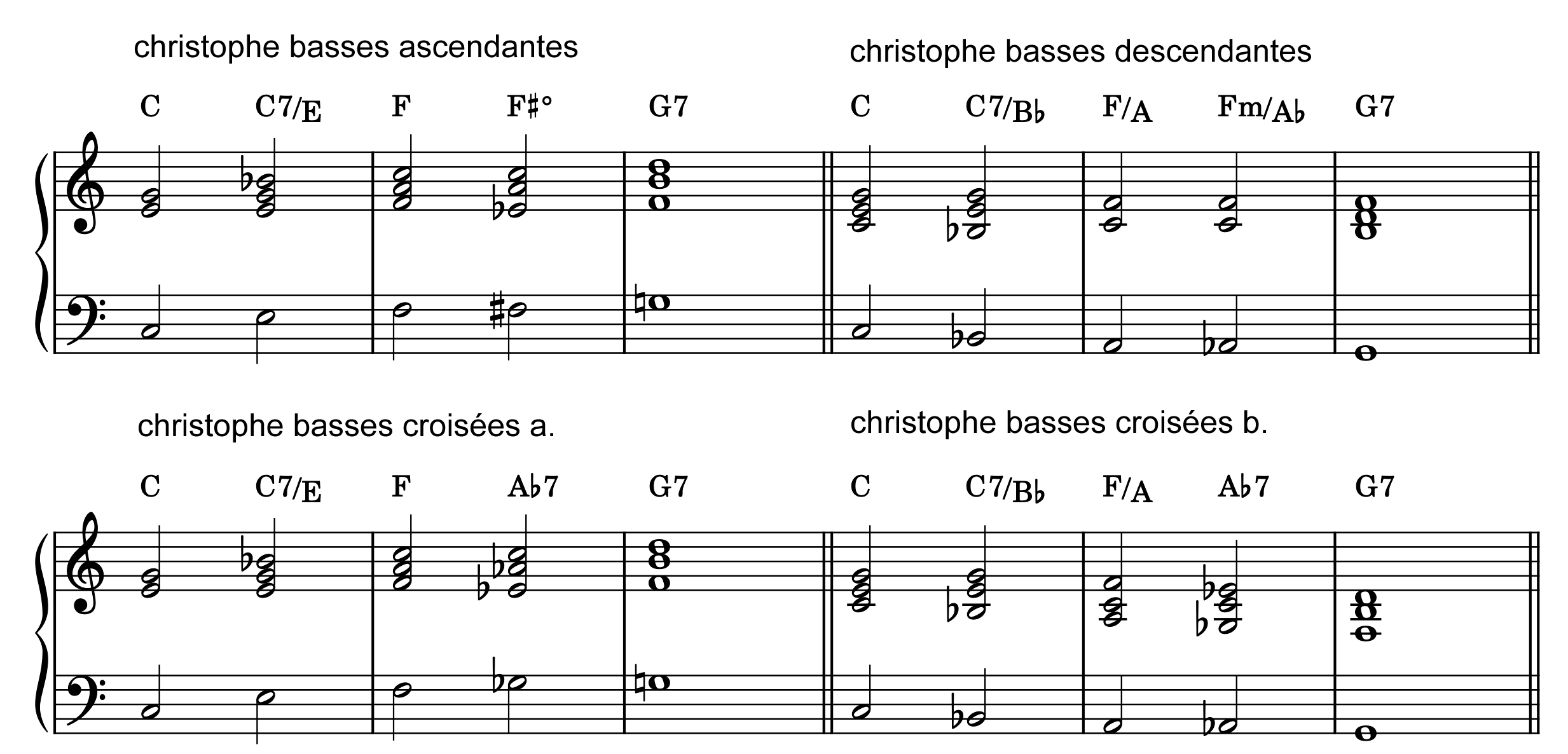
Les différents types de Christophe.

Cette séquence peut être utilisée sur les deux premières mesures d'un blues ; et en condensant les accords sur une mesure, on peut l'utiliser à la 11e mesure d'un blues en douze mesures. On trouve le christophe dans les mesures 5 et 6 de I Got Rhythm. En étirant la séquence sur quatre mesures, de nombreux standards utilisent cette séquence, comme Misty, If I Had You ou Do Nothing 'Till You Hear From Me.

### Combo
Le combo (abréviation de l'anglais combination) est un petit ensemble de jazz, composé de trois à neuf musiciens.

## D

### Démarquage
En jazz, le démarquage désigne le réemploi d'une grille harmonique pour créer un nouveau morceau, avec une nouvelle mélodie. Ce procédé a été en vogue à l'époque du bebop. Les progressions d'accord n'étant pas soumises à copyright, ce procédé permettait notamment aux musiciens d'improviser sur des morceaux connus sans avoir à payer de droits.
Lennie Tristano est un des spécialistes du démarquage. Il a par exemple composé 317 East 32nd et Cool Boogie sur les accords d'Out of Nowhere ou Coolin’ Off sur les accords de Sweet Georgia Brown. On peut citer Charlie Parker qui a composé Ko-Ko, Warming up a riff ou Home Cookin'II sur Cherokee ou Ornithology sur How High the Moon. Tadd Dameron a composé Hot House sur la grille de What Is This Thing Called Love?.

## F

### Fake book
Un Fake book (ou Real Book) n'est pas, comme sa première signification anglaise semble le suggérer, un livre « bidon » ni un livre « truqué » ou « falsifié ». Le nom fake book fait simplement référence à un des sens argotiques du verbe to fake qui signifie « lire (la musique) ». Un « fake book » propose des lead sheets, c'est-à-dire des partitions qui comportent, pour un standard de jazz, la ligne mélodique du thème et sa grille harmonique. La qualité est très variable d'un fake book à l'autre : certains proposent des relevés précis et des grilles riches (avec éventuellement « accords de substitutions » et/ou ré-harmonisation), d'autres des relevés mélodiques approximatifs et des grilles minimalistes voire erronées. La grille harmonique servant de support à l'improvisation, il est important qu'elle soit exacte et riche. La plupart des fake books existent dans plusieurs tonalités afin de pouvoir être utilisés par les instruments transpositeurs (même si, dans l'absolu, un bon musicien sait « transposer à vue »). Pour la trompette, le saxophone soprano, le saxophone ténor et la clarinette, on utilise l'édition en si ». Pour le saxophone alto et le saxophone baryton, l'édition en mi . Les autres musiciens (piano, guitare, trombone, etc.) utilisent l'édition en ut.
Certains fake books ne sont pas dédiés uniquement au jazz et contiennent des titres pour les musiciens pratiquant le piano-bar : tubes pop, musiques de films, chansons folkloriques, chants de Noël ou d'anniversaires, voire des pièces populaires du répertoire classique.
Internet a rendu les Fake Books ou Real Books plus faciles à trouver (sous forme de cd-rom contenant les partitions en pdf). La vente et l'usage de ces CD-ROM est illégale.
On peut trouver un index cumulatif des différents fake et real books actuellement disponibles sur le site suivant : http://www.seventhstring.co.uk/fbindex.html

## G

### Gospel
Version moderne d'un negro spiritual.

### Grille
Une grille harmonique est une succession d'accords sur laquelle est construit un morceau. Elle sert en général de trame à l'improvisation.

### Gamme blues
La gamme blues est une gamme pentatonique mineure avec une note supplémentaire entre le degré IV et le degré V.
Bien qu'il soit possible de l'utiliser sur n'importe quel accord, la gamme blues est généralement utilisée sur les accords de dominante (V7) et les accords mineurs 7.

## I

### II-V-I
Le « II-V-I » le nom d'une progression d'accords, très répandue dans le jazz tonal, notamment dans les blues et les grilles be-bop.
Il s'agit d'une suite de 3 accords : le second degré de la tonalité (II), le cinquième (V, aussi appelé dominante) puis le premier degré (I, aussi appelé tonique). En do, la grille se déroulera ainsi : ré mineur - sol septième - do majeur.
- Voir Anatole

## J

### Jam session
Une jam session (ou un bœuf) est une séance musicale improvisée, basée sur des standards et à laquelle peuvent se joindre différents musiciens. On dit alors que l'on fait une jam ou qu'on fait le bœuf.

## N

### Negro spiritual
Chants issus des traditions religieuses des esclaves noirs aux États-Unis.

### Note bleue (ou «blue note» ou encore «note triste»)
C'est la quarte augmentée de la tonalité principale du morceau. Agrémentée d'un effet d'ajustement vers l'aigu, elle donne une sonorité particulière caractéristique du blues. Très utilisée dans le jazz, elle a probablement pour origine la musique africaine dans laquelle le tempérament n'existait pas et fut probablement introduite au début du blues par les esclaves noirs américains.
Ce sont les notes typiques du blues : la tierce qui voyage de la tierce mineure vers la tierce majeure (plus proche de la tierce mineure) ; la quinte tirant vers la quinte diminuée, et la 7e mineure tirant vers la 6e. L'instrumentiste tente d'imiter la complainte du chanteur.
Blue Note est également le nom d'un célèbre label de jazz.

## P

### Pompe
Au piano, faire la pompe consiste à jouer, de la main gauche, les notes de basse sur le 1er et le 3e temps, et les accords sur les 2e et 4e temps de la mesure. À la guitare, la pompe consiste à marquer d'un accord chaque temps de la mesure en accentuant les 2e et 4e temps (type d'accompagnement très prisé dans le jazz manouche).
Par extension, on dit qu'un musicien (pianiste, guitariste…) fait la pompe quand il accompagne un soliste en marquant bien le tempo.

### Pont
Le pont est une partie d'un morceau (le plus souvent de 8 mesures) contrastant avec les autres parties. Dans un morceau en AABA, il s'agit de la partie « B ».
Le pont marque un changement mélodique et harmonique par rapport au thème principal. On passe souvent dans un autre ton, voisin ou éloigné (Smoke Gets in Your Eyes passe ainsi de Mi bémol majeur à Si majeur).

## Q

### Quatre-quatre
- Voir Chase

## R

### Ragtime
Style essentiellement pianistique, syncopé (placé sur les temps faibles) et entièrement écrit. Il est le fait de pianistes ayant une bonne culture musicale qui connaissaient la musique européenne. Très populaire entre 1850 et 1920, il fait se succéder des thèmes différents de 16 mesures.

### Real Book
- Voir Fake book

### Riff
Un riff est une courte phrase musicale répétée de nombreuses fois telle quelle, quelle que soit l'harmonie. Très courant dans le blues, le riff est encore courant dans le jazz des années 1930.

## S

### Scat
Le scat est un chant improvisé généralement rapide et virtuose utilisant des onomatopées au lieu de paroles, où la voix a un rôle d'instrument à part entière.

### Shuffle
Le shuffle est un rythme ternaire découlant d'un pas en usage dans les danses d'esclaves. C'est le rythme de la main gauche des pianistes de boogie-woogie, ensuite transposé à la section rythmique tout entière. Les orchestres de Louis Jordan et Louis Prima faisaient un usage intensif du shuffle. Chez les batteurs, Sam Woodyard était un spécialiste de ce rythme.

### Sideman
Le sideman, littéralement « homme au côté », est un musicien qui participe pour l'enregistrement d'un album ou lors d'un concert à un petit ensemble de jazz au côté du musicien — souvent de plus grande notoriété — qui prête son nom à l'ensemble. Ce dernier est alors qualifié de leader.

### Standard
Un standard est un morceau qui est connu de tous les musiciens de jazz, qui fait l'objet de nombreuses reprises et est joué lors des jam session.

### Stride
Le stride (littéralement enjambement) est un style de piano, où, sur un morceau à 4 temps, la main gauche joue des notes de basses sur le 1er et le 3e temps, et des accords sur les 2e et 4e temps, pendant que la main droite joue une ligne mélodique (thème ou improvisation). Il est une des caractéristiques essentielles du ragtime « moderne » des années 1920.
Parmi les pianistes spécialistes du stride, on peut citer, entre autres, James P. Johnson, Luckey Roberts, Willie "The Lion" Smith, Art Tatum ou Fats Waller. L'influence du piano stride sur le jeu de Thelonious Monk est notoire.

### Substitution tritonique
La substitution tritonique consiste à remplacer un accord de septième par un autre accord de septième distants de trois tons. Par exemple on substituera ainsi à l'accord C7 l'accord Gb7. Il s'agit du type de substitution le plus courant en jazz. Cette substitution se fait souvent dans le cadre d'un II-V-I (mineur ou majeur) lorsqu'un accord de septième (V) va vers le premier degré (I).

### Swing
Le swing est une caractéristique intrinsèque du jazz. Pour autant qu'il soit possible de le décrire, il consiste à jouer « ternaire » des groupes de notes notées « binaires ». Par exemple, deux croches seront jouées comme un triolet « noire-croche ».
Pour autant, si on programme sur un séquenceur ou une boîte à rythmes la formule rythmique précédemment décrite, cela ne « swingue » pas. La sensation de swing vient d'une certaine imprécision impossible à transcrire parfaitement.
Au-delà de toute tentative d'explication, Duke Ellington résume l'importance du swing dans un thème qu'il a composé : It Don't Mean A Thing (If It Ain't Got That Swing) : « Ça n'a aucun sens (sans ce swing) ».

## T

### Tag
Petit rajout placé après un élément de la structure. Souvent la simple répétition des deux dernières mesures de la structure. Cela n'arrive qu'une seule fois par morceau.

### Ternaire
Une musique ternaire est composée de temps ternaires. Dans une musique ternaire, on joue généralement deux notes par temps : la première note dure 2⁄3 de temps et la deuxième note dure 1⁄3 de temps. C'est ce déséquilibre de durée entre les notes d'un même temps qui donne la sensation de rebondissement.
- Voir Binaire

### Thème
Le thème est une mélodie harmonisée qui sert de matériel de départ pour l'improvisation.
Dans l'absolu, n'importe quel morceau peut servir de « thème » (standard de jazz, chanson populaire, musique de film, morceau classique…) donc de support à l'improvisation.
Un grand nombre de thèmes de jazz sont bâtis sur des structures de 12 mesures (blues) ou de 32 mesures (AABA ou ABAC).

### Theory
La théorie du jazz (Jazz Theory) est l'ensemble des concepts musicologiques et didactiques qui ont trait au jazz, son analyse, son enseignement.

### Time no changes
L'idée de Time no changes (« à tempo, sans accords ») se rapproche du free jazz : on supprime toute harmonie préétablie, mais on garde le tempo. Ce principe est notamment développé par le second quintet de Miles Davis avec Wayne Shorter sur plusieurs morceaux : Orbits, Pinocchio, The Sorcerer, Madness, Dolores ou encore Hand Jive.

## V

### Vamp
Boucle de quelques mesures basée sur 2 ou 3 accords (voir l'article cadence (jazz)) sur lequel le soliste peut improviser. On utilise ce type de boucles, soit entre les chorus, soit à la fin d'un morceau.

### Verse
Dans les chansons américaines de Broadway, on trouve souvent un premier thème, sorte d'introduction (parfois assez librement chantée, sans tempo). C'est le verse, qui précède le refrain, nommé chorus, qui, lui, contient la mélodie la plus connue.

### Vocalese
Le Vocalese est l'art de transcrire des solos instrumentaux de jazz en y ajoutant des paroles. Inventé par le critique de jazz Leonard Feather, le Vocalese a atteint son apogée en 1957-1962. Les interprètes chantent en solo ou en groupe et sont accompagnés par une petite formation ou orchestre. Les auteurs/interprètes de Vocalese les plus connus sont Eddie Jefferson, Jon Hendricks et Les Double Six.

## W

### Walking bass
Manière d'accompagner à la contrebasse consistant à improviser une note par temps selon une grille harmonique définie, incluant des mouvements diatoniques, chromatiques et en arpèges. Cette manière de construire des accompagnements de basse « linéaires » est applicable à la guitare basse, au pédalier d'un orgue Hammond ou encore à la main gauche du piano.

### Work song
Chant de travail, utilisé par les esclaves noirs pour rythmer leur travail. Ces chants utilisaient la structure soliste-chœur issus de la tradition africaine. Il s'agit avec le blues et le ragtime des origines du jazz.